# Иоанникий (Ефименко)
Схимона́х Иоанни́кий (в миру Ива́н Дани́лович Ефиме́нко; также известен как «чихачёвский старец»; 7 июля 1941, Днепропетровская область — 23 декабря 2024, Чихачево, Ивановская область) — бывший схиархимандрит Русской православной церкви, лишённый сана как раскольник. В 1979—2020 годы — настоятель Никольского храма в деревне Чихачёво Верхнеландеховского района Ивановской области. Почитался как старец. В поздний период жизни руководил подобием монастыря, характеризовавшегося как секта, члены которой в тяжёлых условиях работали на Иоанникия и его приближённых на сельскохозяйственной ферме. Несмотря на отстранение от должности настоятеля и лишение сана, продолжал окормлять своих сторонников, в том числе вести богослужения в построенном рядом храме. Никольский храм, в котором ранее велась служба, оставался брошенным.

## Биография
Родился 7 июля 1941 года в Днепропетровской области. По словам протоиерей Андрея Ефанова: «Это обычный человек, раньше состоял в браке, супруга с ним рассталась по причине его алкоголизма. Все это подкреплено документальными свидетельствами <…>. Потом он решил стать монахом в Троице-Сергиевой лавре, но даже не стал там послушником, просто трудился там экспедитором». Богословского образования не получил.
В 1979 году он приехал в Ивановскую область, был рукоположен в сан священника, направлен в Никольский храм деревни Чихачёво Верхнеландеховского района Ивановской области на служение. С тех пор служил там настоятелем. Был возведён в сан игумена, затем — архимандрита, а потом был пострижен в великую схиму с наречением имени Иоанникий. При этом он «службу сокращал, совершал её не в должном порядке. Уже тогда на него поступали жалобы, и владыка Амвросий писал ему увещевательные письма, призывая исправить своё поведение».
За годы вокруг Иоанникия сплотились его последователи, которые обосновали в Чихачёве некое подобие монастыря. Был возведён большой новый храм, корпуса для паломников и трудников. Сам Иоанникий приобрёл репутацию старца, а в Чихачёво стали регулярно приезжать автобусы с паломниками. Причём в «монастыре» жили и женщины и мужчины. В 2014 году руководитель Информационного отдела Кинешемской епархии, благочинный Родниковского округа протоиерей Андрей Ефанов сообщал: «Вокруг этого священника организовалась община его духовных чад, также к нему приезжают его почитатели. К сожалению, вокруг этого священника сложилась нездоровая атмосфера, связанная с ажиотажем вокруг якобы „прозорливого старца“… Епископ Кинешемский и Палехский Иларион не благословляет паломничества в Чихачёво». Также он отметил, что никакого скита или монастыря в Чихачёво никогда не было, а есть только приход, вокруг которого сложилась «неблагоприятная атмосфера», и настоятель которого «впал в прелесть». К 2010 году Иоанникий стал собственником почти всех домов в Чихачёве. Некоторые трудники работали на благо скита не в Чихачёве — их селили в квартире в Нижнем Новгороде. В городе они бесплатно работали на мясокомбинате — делали из чихачёвской свинины тушёнку. В 2016 года у Иоанникия была ампутирована нога, и он стал передвигаться он на инвалидном кресле.
По словам представителя Кинешемской епархии: «Жалобы и раньше бывали, но это было редкостью. Туда выезжал благочинный, и зачастую эти люди возвращались в семьи, это все решалось спокойно», но с 2019 года «ситуация изменилась. Люди просто перестали ехать домой, возвращаться оттуда». По словам протоиерея Андрея Ефанова: «По просьбам людей, которые потеряли там своих родственников, мы неоднократно приезжали в Чихачево. Несколько человек смогли оттуда вывезти, причем я лично участвовал в этом. Могу сказать, что некоторых людей мы везли оттуда сразу в больницу, в таком тяжелом состоянии они находились. Там запрещено принимать любые лекарства, например, диабетикам. Один мужчина, имея психическое заболевание, сам ко мне приходил и говорил, что у него диагноз, врачи прописали таблетки, а отец Иоанникий не благословляет. <…> Обработка приезжающих в Чихачёво людей начинается ещё в автобусе, где рассказывают, какой у нас святой батюшка, как он всех исцелял, и если вдруг он благословит вам остаться, вам уезжать нельзя. Таким образом, из каждой поездки кто-то не возвращается, остается там, а кто-то потом отписывает „старцу“ свое жилье. В качестве жертвы выбираются люди послабее, внушаемые, над которыми можно в дальнейшем „работать“».
9 октября стало известно, что депутат Госдумы от «Единой России» Евгений Марченко направил в Генпрокуратуру и Следственный комитет запрос с просьбой проверить деятельность схиархимандрита Иоанникия. К депутату обратилась жительница Ивановской области Екатерина Рыбина и рассказала, что её мать Ирина Агапова переехала жить в монастырь и перестала выходить на связь. Женщину нашли в Нижнем Новгороде, где, по утверждению Рыбиной, её заставляли работать. Одновременно сайт «Ахилла» опубликовал серию изобличающих материалов о жизни в Чихачёве.
14 октября 2020 года Александр Дворкин в интервью РИА Новости подтвердил, что община в Чихачёве имеет все признаки секты: «это секта, сформировавшаяся вокруг псевдостарца… Основная предпосылка — это некое такое существующее старцепоклонничество среди народа. Объявляют разного рода псевдостарцев чудотворцами — и к ним автобусы возят, разного рода экскурсии организуются от паломнических фирм. <…> С ним устраивают аудиенции, он пугает людей, что у них какие-то неизлечимые болезни, которые только он может вымолить… Разумеется, проводит сеансы экзорцизма. Потом звонят пострадавшие — что пожилая мама, скажем, поехала с экскурсией, он её напугал, тут же постриг в монахини и оставил у себя… <…> Все у него там работают на огородах, спят в дикой антисанитарии, вповалку на картонках, на полу в храме… При этом храм запущенный, неухоженный, неремонтированный, — и все те громадные деньги, которые проходят, идут „мимо“. И, опять же, очевидцы говорят, что там на периметре очень такие уютненькие коттеджи построены для самого Иоанникия и его ближайшего окружения… Естественно, он проповедует отказ от лекарств, от ИНН, с отчиткой и всем прочим — весь „джентльменский набор“ в наличии. <…> Сам Иоанникий уже год не совершает богослужения, вместо него служат какие-то вообще „левые“ люди, совершенно непонятно, кем рукоположенные и рукоположенные ли вообще».
23 октября 2020 года схиархимандрит Иоанникий был освобождён от должности настоятеля прихода села Чихачёво и запрещён в священнослужении вплоть до рассмотрения его дела в епархиальном суде в связи с выявленными многочисленными пастырскими и каноническими нарушениями в обустройстве приходской жизни, нарушениями норм Устава Русской православной церкви, а также священнической присяги. Несмотря на это, он продолжил совершать богослужения и таинства. К тому времени Иоанникию принадлежали земли площадью 145 гектаров. Иоанникий заявил приехавшей комиссии, что её действия законными не считает. В Чихачёве соратниками Иоанникия к тому времени был построен ещё один храм, также названный Никольским, но не в честь Николая Чудотворца, а в честь императора Николая II. Власти над ним РПЦ уже не имела.
30 октября 2020 года на территории прихода провели обыски. По информации Следственного комитета, в доме настоятеля нашли документы об отчуждении недвижимости в пользу Иоанникия и «связанных с ним лиц», два травматических пистолета и два миллиона рублей. 2 ноября того же года управление Следственного комитета по Ивановской области объявило о возбуждении уголовного дела по факту незаконного лишения свободы, совершённого в отношении двух или более лиц (пункт «ж» части 2 статьи 127 УК РФ). По версии следствия, с июля 2018 года по 12 октября 2020 года «неустановленные лица, введя в заблуждение граждан о наличии у них смертельных болезней, создавая убеждение в невозможности их нахождения без угрозы для жизни и здоровья», вне пределов прихода удерживали потерпевших, запретив им покидать обитель и общаться с родственниками. По данным сайта «Ахилла», на тот момент «количество паломников в Чихачево за последнее время резко увеличилось, автобусы массово привозят „страждущих“ благословения гонимого „старца“ Иоанникия (Ефименко)».
12 января 2021 года церковный суд Кинешемской епархии признал его виновным в нарушении священнической присяги, монашеских обетов, ряда апостольских правил и правил Вселенских соборов. 6 августа того же года патриарх Московский и всея Руси Кирилл утвердил решение церковного суда об извержении архимандрита Иоанникия из сана.
В марте 2022 года на сайте Кинешемской епархии сообщалось:

Несмотря на многочисленные увещевания, схимонах Иоанникий (Ефименко) не прекратил своей сектантской деятельности и продолжил совершать «богослужения», собрав под своим началом группу из запрещённых в служении клириков и лишённых сана монахов. В настоящее время почитателями схимонаха Иоанникия блокирован доступ к Никольскому храму и проведение там богослужений невозможно. Сами сектанты совершают свои «богослужения» в здании, построенном без благословения священноначалия в стиле храмовой архитектуры и активно призывают православных верующих на участие в этих «богослужениях». В сети Интернет проводится активная кампания по привлечению паломников якобы к «прозорливому старцу», размещаются материалы с «пророчествами» схимонаха Иоанникия.
В связи с этим Кинешемское епархиальное управление сообщает, что деятельность схимонаха Иоанникия носит раскольнический (что сам схимонах Иоанникий подтвердил на камеру) и сектантский характер, в с. Чихачёво нет легитимных священнослужителей, имеющих возможность совершать богослужения. Никакие «таинства» и «требы», которые совершает схимонах Иоанникий и его последователи не являются спасительными и участие верующих в них душепагубно влияют на них. Отдельно стоит отметить так называемый «чин отчитки», который ежедневно совершает лично схимонах Иоанникий. Данное «богослужение» является плодом некомпетентного литургического творчества схимонаха Иоанникия и изначально не являлось благодатным и спасительным, в свете же лишения сана схимонаха Иоанникия и вовсе представляет собой пародию на православное богослужение.
В отношении схимонаха Иоанникия и группы близких к нему лиц проводится следствие Следственным комитетом Российской Федерации.

2 декабря 2022 года председатель Следственного комитета России Александр Бастрыкин поручил и. о. руководителя СУ СК России по Ивановской области К. И. Василевичу доложить о принятых процессуальных решениях по заявлениям о деятельности псевдорелигиозной организации.
2 декабря 2022 года в эфир вышла программа «Человек и закон», где сообщалось: «Верующие остаются в „монастыре“ по сути рабами — бесплатно, за миску супа, батрачат на свиноферме, принадлежащей старцу, живут как бомжи в ангаре (вповалку спят, моются раз в три месяца). При том, что бизнес идет неплохо — даже поставляют мясо в магазины. Мало того, за время, сколько эта „лавочка“ работает, Иоанникий успел оптом скупить окрестные земли (по некоторым источникам, около 50 га). И еще. В разное время возбуждались уголовные дела по статье „Похищение человека“ — родственники „послушников“ пытались как-то вытащить родных. Но всё уходит в песок. Мол, люди же добровольно уходят. Ничего не попишешь». В октябре 2023 года протоиерей Андрей Ефанов сообщал:

Никольский храм в настоящее время под замком, новый настоятель, который туда назначен, не имеет к нему доступа. Туда приехали люди, ряженые под казаков. <…> оказалось, что эти люди были исключены из казачества, либо никогда там не состояли. Они блокируют доступ к Никольскому храму, но недалеко от него в своё время без благословения епископа было построено здание в стиле храмовой архитектуры. <…> Естественно, это не храм и то, что там совершается, это не богослужения с точки зрения православной Церкви. <…> Во многом это пародия на монастырскую жизнь, в какой-то степени здесь применены те методы, которые иногда встречаются в монастырях. Допустим, если послушание предписано монашествующим, то в Чихачёво предписано всем находиться в послушании, даже если люди просто приехали помолиться. Скромная монашествующая жизнь извращена: не разрешается чистить зубы, умываться лишний раз. В монастырях едят из одной тарелки, но нигде не наливают в эту же тарелку чай. <…> Там всё доведено до какого-то абсурда, это подкрепляется различными легендами — будто бы там пострадал священномученик, на самом деле такого не было. Якобы, там похоронены монахи из Свято-Тихоновского монастыря, который в Лухском районе. На самом деле эта информация тоже не соответствует действительности. Якобы, там у них существует святой источник. На самом деле никакого святого источника не было, они просто вырыли колодец, а сейчас ещё пробили скважину.
Иоанникий (Ефименко) скончался 23 декабря 2024 года у себя в келии в деревне Чихачево.